# Porphyrinia suppuncta
Porphyrinia suppuncta là một loài bướm đêm trong họ Noctuidae.